# Davidian Branch Davidian Seventh-Day Adventists

Flagga som användes av davidianerna vid Mount Carmel Center.

Davidian Branch Davidian Seventh-Day Adventists (DBDSDA) är en ytterliggående, sabbatsfirande davidiansk sekt, bildad 1986 av Vernon Howell och andra avhoppare från Branch Davidian Seventh-day Adventist Association.
Howell, som 1990 valde att byta namn till David Koresh, betraktades inom DBDSDA som profet och obestridd ledare och hans uppenbarelser sågs som ofelbara och normativa för medlemmarnas livsföring.
Man firade lördagen som sabbat och avhöll sig från kött, alkohol, koffein, tobak, pråliga kläder och elegans, födelsedagsfirande och TV-tittande. Koresh informerade sina anhängare om att Harmageddon skulle inledas i USA med en attack mot davidianerna.
Koresh lärde att Kristus endast hade dött för dem som levde före hans korsfästelse. Koreshs uppgift var att godkänna alla efterföljande generationers frälsning. Till skillnad från Kristus, som var syndfri och därför inte kunde vara en förebild, var Koresh en "syndig Messias" och lärde att mänsklig synd inte hindrar människor från att uppnå frälsningen. Koresh uppmanade sina anhängare, särskilt kvinnorna, att överge traditionella familjeband och att inte begränsa sig till en partner. Han utnyttjade budskapet för att kunna ha sexuellt umgänge med många av kvinnorna, och han var biologisk far till flera av sektens barn.
En del medlemmar vägrade att acceptera Koreshs excesser och bildade under ledning av Charles Pace den apokalyptiska kyrkan The Lord Our Righteousness.

## Belägringen 1993
Davidianerna gav våren 1993 upphov till uppmärksamhet i massmedia världen över. Den 28 februari anlände en polisstyrka på 76 man från ATF och FBI till sektens gård utanför Waco för att göra en husrannsakan i jakt på illegala vapen. Sektmedlemmarna motsatte sig detta och förskansade sig istället på gården. Polisen möttes av skottlossning från davidianerna. 4 agenter avled och 20 skadades i eldgivningen. Därpå följde 51 dagars belägring, som avslutades den 19 april när federal polis använde sig av militär utrustning för att slå hål i byggnaderna och spruta in gas för att tvinga ut davidianerna. Huvudbyggnaden började av oklar anledning att brinna. Överlevande menar att branden orsakades av de gaspatroner som skjutits in i byggnaden medan FBI hävdar att sektmedlemmarna själva antände byggnaden. En del av dem, däribland ledaren David Koresh, tros ha begått självmord, medan många av de övriga medlemmarna, däribland många barn, mördades av andra davidianer eller blev lågornas offer. 83 medlemmar dog. 
Händelsen är mycket kontroversiell och myndigheterna har kritiserats och anklagats för att ha provocerat sekten. Timothy McVeigh åkte till platsen för att bevittna belägringen och på tvåårsdagen av händelsen utförde han bombdådet i Oklahoma City. 
De flesta av de överlevande höll fast vid sin tro.[när?]